# Nabis flavomarginatus
Nabis flavomarginatus је врста која припада реду Hemiptera (риличари) и подреду Heteroptera (стенице). 

## Распрострањење
Врста има холарктичку дистрибуцију. У Европи се налази на северу и истоку, али у великој мери недостаје на југозападу и југу. На истоку распрострањеност се протеже преко Палеарктика до Сибира, централне Азије, севера Кине, Јапана и Кореје. Уобичајена је на Аљасци, Канади, Гренланду. 1989. године врста је први пут пронађена у Сједињеним Државама (Мејн). На Гренланду ово је једина врста из породице (Nabidae) која се налази на подручју недакашњег насеља Викинга. У Алпима се може наћи до 2200 метара надморске висине.
У Србији се среће на висинама од 500 до 1700 метара надморске висине.

## Станиште
Налази се на влажним, отвореним стаништима са високим уделом трава (Poaceae), шаша (Ciperaceae). Врста преферира микроклимате ниже температуре од већине других врста потфамилије Nabinae. Ретко се налази на полусеновитим местима. Живи углавном у слоју зељастих биљака и има неспецифичан спектар плена. Цикаде су чест плен.

## Биологија
Врста презимљава као јаје. Нимфе се јављају од маја, одрасли (у зависности од надморске висине) од јуна/јула до октобра. Крајем године примећују се само женке.